# Коњевићи (Братунац)
Коњевићи су насељено мјесто у општини Братунац, Република Српска, БиХ. Према попису становништва из 2013. године, у насељу је живјело 618 становника.

## Историја
Уз насеља Урковићи, Побуђе и Хрнчићи, Коњевићи су дио мјесне заједнице Коњевић Поље.

## Становништво
| Демографија | Демографија | Демографија |
| Година      | Становника  | Становника  |
| ----------- | ----------- | ----------- |
| 1948.       | 267         |             |
| 1953.       | 396         |             |
| 1961.       | 451         |             |
| 1971.       | 520         |             |
| 1981.       | 788         |             |
| 1991.       | 998         |             |
| 2013.       | 618         |             |